# Ponto cantado
Ponto cantado é um gênero musical praticado nas religiões afro-brasileiras e em eventos culturais. Presente notadamente na manifestação cultural do jongo e religiosamente na Umbanda e Quimbanda.Alguns pontos cantados foram gravados e são utilizados como parte do repertório da MPB e do Samba.

## No Jongo
Os pontos podem ser de diversos tipos. Historicamente eram improvisados, mas com o tempo, consolidou-se um repertório habitual.  Alguns dos pontos são:  
- Abertura ou licença: para iniciar a roda de jongo.[3]
- Louvação: para saudar o local, o dono da casa ou um antepassado jongueiro.
- Visaria: para alegrar a roda e divertir a comunidade.[3]
- Demanda, porfia ou “gurumenta”: para a briga, quando um jongueiro desafia seu rival a demonstrar sua sabedoria.[4]
- Encante: era cantado quando um jongueiro desejava enfeitiçar o outro pelo ponto.
- Encerramento ou despedida: cantado ao amanhecer para saudar a chegada do dia e encerrar a festa.[3]

## Na Umbanda

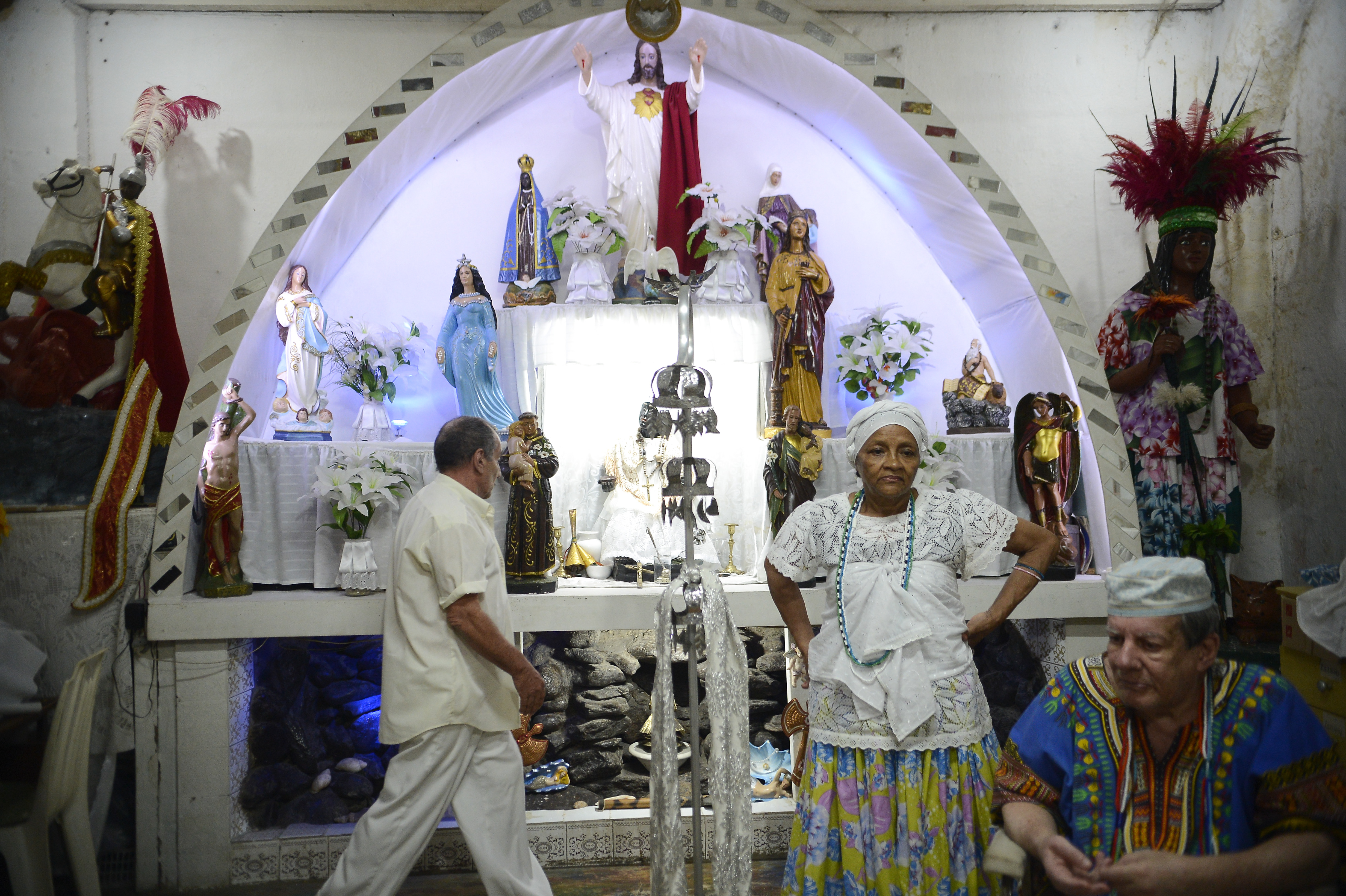
Terreiro de Umbanda

Na prática religiosa da Umbanda, os pontos cantados desempenham um papel fundamental na sustentação da energia durante as sessões ritualísticas e outras atividades espirituais. Estes cânticos, entoados pelos praticantes, têm o propósito de evocar forças e vibrações naturais específicas, bem como invocar divindades como os Orixás, Guias e Entidades espirituais.
Os pontos cantados servem a uma variedade de propósitos, permeando o ambiente com energias distintas enquanto dissipa outras. Estes cânticos representam imagens simbólicas e expressam sentimentos associados a cada vibração, variando de acordo com o Orixá ou entidade espiritual invocada, a linha espiritual seguida, e as circunstâncias específicas do momento ritualístico. Quando combinados com o toque de instrumentos de percussão, em especial o atabaque, e as palmas, os pontos cantados constituem um componente fundamental dos rituais umbandistas.
Em termos gerais, os pontos cantados são classificados em duas categorias principais: pontos de raiz, que são transmitidos diretamente pela espiritualidade aos praticantes, e pontos terrenos, que são criados por adeptos encarnados e submetidos à aprovação da espiritualidade antes de serem incorporados ao repertório ritualístico.

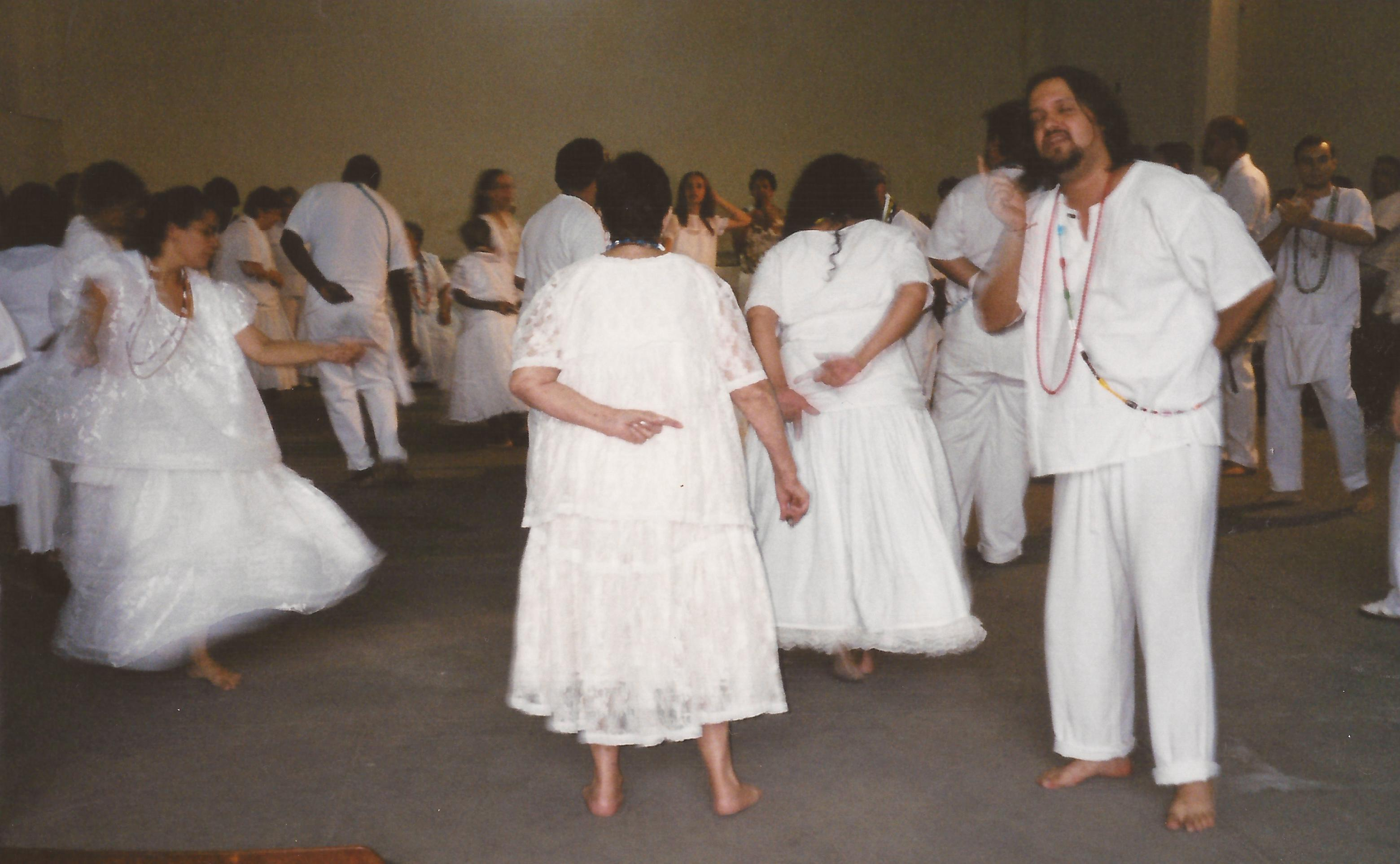
Gira de Umbanda onde os pontos cantados realizam diversas funções.

Os pontos podem ser classificados em diversos tipos, tais como:
- Pontos de abertura e fechamento de trabalhos: para abrir e fechar os encontros espirituais.
- Pontos de chegada (chamada) e de despedida (subida): cantados para incorporações e desincorporações.
- Pontos de defumação: cantados durante a defumação do terreiro e médiuns.
- Pontos de demanda: cantados durante a gira, quando necessário, contra demandas.
- Pontos de descarrego: cantados para descarrego dos médiuns e do ambiente.
- Pontos de doutrinação: cantados para encaminhar um espírito sofredor ou quiumba.
- Pontos de firmeza: cantados para fortalecer e manter a boa energia durante os trabalhos.
- Pontos de homenagem: cantados para homenagear Orixás, guias e entidades.
- Pontos de bater cabeça: cantado para que os adeptos possam realizar o ritual de bater cabeça.
- Pontos de batismo: cantados para batizar e iniciar um novo adepto.
- Pontos de pemba: cantados para se utilizar a pemba.
- Pontos de cruzamento: cantados nos rituais de cruzar o terreiro ou os médiuns.
- Pontos de cruzamento de linhas ou falanges: servem para atrair mais de uma vibração ao mesmo tempo, com objetivo de que trabalhem em conjunto.
- Pontos de cura: cantados nos trabalhos de cura.

## O Ponto cantado, a MPB e o Samba
Além do contexto religioso, é notável que alguns pontos cantados migraram para a esfera da Música Popular Brasileira (MPB) e do Samba, e certas canções destes gêneros também são utilizadas como pontos cantados dentro da prática umbandista.
Pontos de Umbanda já foram gravados por cantores como Clara Nunes, Germano Mathias e Carlinhos Brown., Martinho da Vila.

## Festivais de pontos cantados
O Rio de Janeiro abriga um circuito de festivais dedicados às cantigas de umbanda, congregando milhares de seguidores dessa religião afro-brasileira. Distribuídos por diversos locais na capital, Baixada Fluminense, Niterói e São Gonçalo, ao menos 13 concursos do gênero são realizados anualmente. Os participantes mais destacados competem pelo troféu Atabaque de Ouro, este sendo a nível nacional e que reúne representantes de seis estados. 
O movimento atingiu seu auge na década de 1970, proliferando nas quadras das escolas de samba, terreiros e outros espaços. Naquela época, o ginásio do Maracanãzinho sediou um grande festival do gênero, que também influenciou a música popular brasileira, com artistas como Ruy Mauriti ("Nem ouro, nem prata", 1976) e Martinho da Vila, que incluiu "Festa de umbanda" em seu álbum "Canta canta, minha gente" (1974), que foi uma das faixas mais tocadas deste LP.
Após o apogeu dos anos 1970, houve uma relativa decadência, embora os festivais nunca tenham desaparecido por completo. Em 2005, surgiu o Prêmio Atabaque de Ouro, responsável pelo ressurgimento dos festivais cantigas (curimba) de umbanda. Em seu segundo ano, o prêmio, inicialmente regional, passou a ter abrangência nacional, com a participação inicial de competidores de São Paulo e, posteriormente, de outros estados, como Mato Grosso, Paraná e Pará.

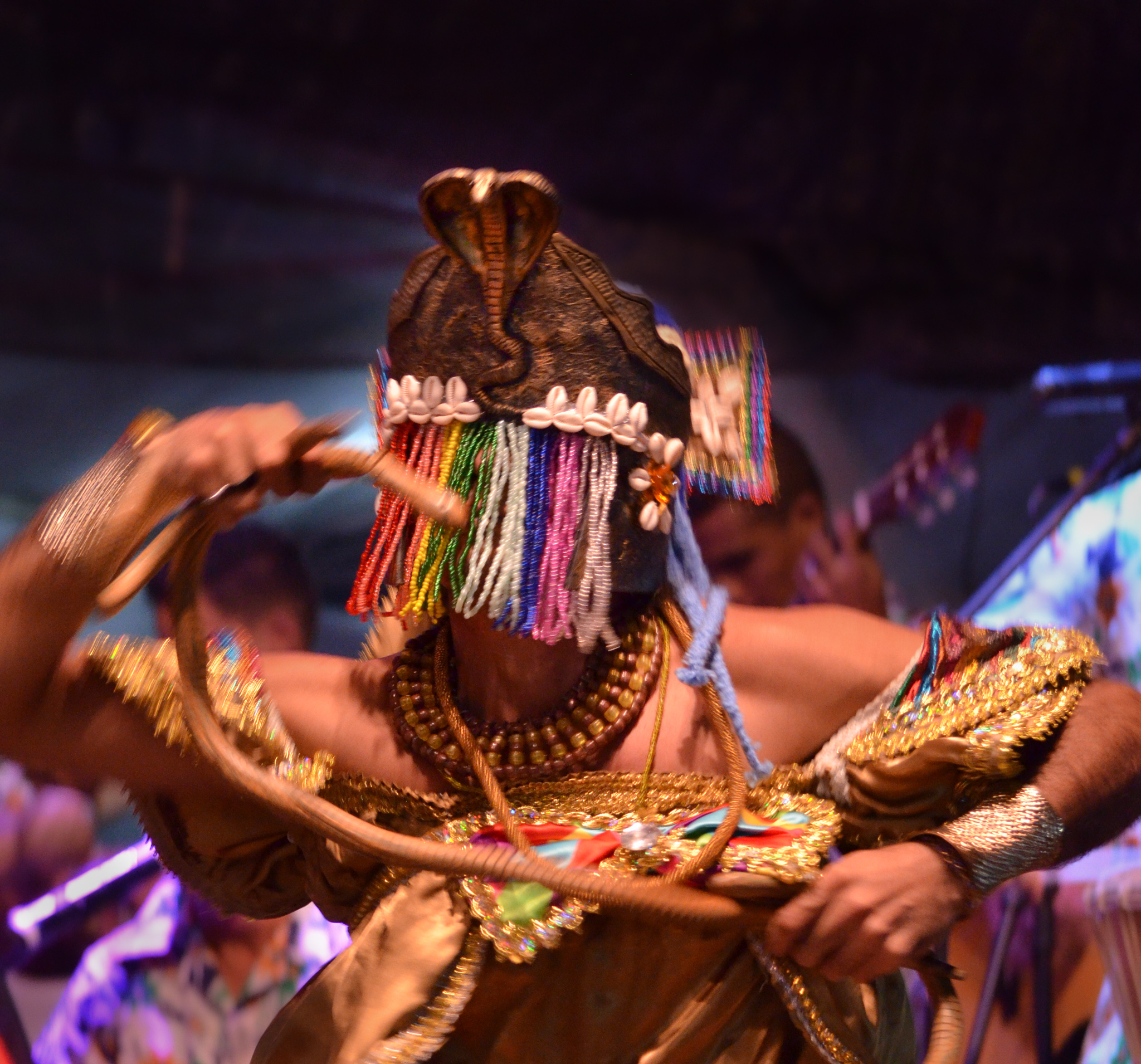
Performance para os orixás

A cerimônia de premiação nacional envolve a entrega de troféus. Em 2023 o Prêmio Atabaque de Ouro contemplou as seguintes premiações: Campeão dos Campeões, Melhor Festival, Campeão de Títulos, Melhor Coreografia, Melhor Figurino, Melhor Maquiagem, Melhor Intérprete, Melhor Voz Veterana, Melhor Curimbeiro, Revelação, Melhor Letra e a Melhor Torcida.
O festival já contou como padrinhos os artistas Elymar Santos, Neguinho da Beija-Flor, Dona Ivone Lara, Leci Brandão, Alcione, Rita Benneditto, Tia Doca, Nelson Sargento, Sandra de Sá, Pretinho da Serrinha, Moacyr Luz, Dudu Nobre.

Um dos líderes das religiões de matriz africana, o babalaô Ivanir dos Santos, considera esses festivais como instrumentos cruciais para reafirmar as tradições afro-brasileiras e combater a intolerância religiosa. Ele também acredita que iniciativas como essas contribuem para elevar a autoestima dos adeptos da umbanda.